# بويبلا دي دون فادريكي
بلدية بويبلا دي دون فادريكي (بالإسبانية: Puebla de Don Fadrique) هي بلدية تقع في مقاطعة غرناطة التابعة لمنطقة أندلوسيا جنوب إسبانيا.

## الديموغرافيا
بلغ عدد سكان بلدية بويبلا دي دون فادريكي 2.415 نسمة عام 2011 (وفقاً للمعهد الوطني الإسباني للإحصاء).
| 2.643 | 2.550 | 2.556 | 2.621 | 2.554 | 2.517 | 2.415 |

## أعلام
- رافاييل باث